# Вакулки
Ваку́лки — село в Україні, у Роменському районі Сумської області. Населення становить 119 осіб. Входить до складу Недригайлівської селищної громади. До 2016 року належало до Недригайлівської селищної ради.

## Населення

### Мова
Розподіл населення за рідною мовою за даними перепису 2001 року:
| Мова       | Кількість | Відсоток |
| ---------- | --------- | -------- |
| українська | 114       | 95.80%   |
| російська  | 4         | 3.36%    |
| румунська  | 1         | 0.84%    |
| Усього     | 119       | 100%     |

## Географія
Село знаходиться на лівому березі річки Сула, вище за течією на відстані 1,5 км розташоване село Луки, нижче за течією на відстані 1 км знаходиться селище Недригайлів, на протилежному березі — село Цибуленки. Селом протікає річка Трокмашівка, яка впадає у річку Сулу. Поруч проходить автомобільна дорога Н07.

## Історія
12 червня 2020 року, відповідно до розпорядження Кабінету Міністрів України № 723-р «Про визначення адміністративних центрів та затвердження територій територіальних громад Сумської області», село увійшло до складу Недригайлівської селищної громади.
19 липня 2020 року, в результаті адміністративно-територіальної реформи та ліквідації Недригайлівського району, село увійшло до складу новоутвореного  Роменського району.